# Jean-Philippe Mateta
Jean-Philippe Mateta (* 28. Juni 1997 in Sevran) ist ein französischer Fußballspieler. Der Stürmer steht seit Ende Januar 2021 bei Crystal Palace unter Vertrag.

## Persönliches
Mateta wuchs in Sevran in der Pariser Banlieue auf. Sein Vater stammt aus der DR Kongo, die Mutter ist Französin. Der Vater war Fußballer und hatte zunächst im Kongo, dann in Lüttich gespielt, ehe er sich im Alter von 24 Jahren eine Verletzung am Bein zuzog und nach mehreren erfolglosen Operationen seine Karriere beenden musste.

## Karriere

### Vereine
Mateta hatte als Jugendlicher bei Olympique Sevran, Sevran FC und JA Drancy gespielt, bevor er 2014 mit 17 Jahren nach Zentralfrankreich zu LB Châteauroux wechselte. Nach elf Toren in 22 Einsätzen in der Spielzeit 2015/16 der drittklassigen National wurde Olympique Lyon auf ihn aufmerksam und verpflichtete ihn zu Beginn der Saison 2016/17. Am 21. September 2016 kam er beim 5:1-Sieg gegen den HSC Montpellier erstmals in der Ligue 1 zum Einsatz, nachdem er in der 76. Minute für Maxwell Cornet eingewechselt worden war. Bis Saisonende kam nur noch ein weiterer Ligaeinsatz sowie ein Spiel im französischen Pokal dazu, so dass Mateta, um Spielpraxis zu sammeln, in der Spielzeit 2017/18 an den Zweitligisten Le Havre AC verliehen wurde. Mit Le Havre AC erreichte er die Aufstiegs-Play-offs, in denen die Mannschaft der AC Ajaccio unterlag. Insgesamt erzielte Mateta in 35 Ligaspielen 17 Tore und belegte damit den dritten Platz der Torschützenliste.
Zur Saison 2018/19 wechselte Mateta zum deutschen Bundesligisten 1. FSV Mainz 05, bei dem er einen Vertrag mit einer Laufzeit bis zum 30. Juni 2022 unterschrieb. In seiner ersten Saison kam er in allen 34 Ligaspielen zum Einsatz und war mit 14 Saisontoren bester Torschütze der Mannschaft. In der anschließenden Sommerpause wurde seine Vertragslaufzeit um ein Jahr bis 2023 verlängert. Ende Juli 2019, während der Vorbereitung auf die Saison 2019/20, verletzte Mateta sich am Knie und kam nach einem operativen Eingriff erst Mitte Dezember 2019 wieder zum Einsatz. In der wegen der COVID-19-Pandemie unterbrochenen Saison erzielte er 3 Treffer in 18 Ligaspielen. In der Hinrunde der Saison 2020/21 folgten 7 Tore in 15 Spielen, wobei sein Hattrick am 8. Spieltag gegen den SC Freiburg der erste lupenreine Hattrick eines Mainzer Spielers in der Bundesliga war.
Ende Januar 2021 wechselte der 23-Jährige für eineinhalb Jahre auf Leihbasis in die Premier League zu Crystal Palace; der Verein hatte eine Kaufoption. In der Liga spielte Mateta bis zum Saisonende siebenmal, davon fünfmal als Einwechselspieler, und erzielte ein Tor. Ende Januar 2022 erwarb Crystal Palace schließlich die Transferrechte an Mateta, der einen neuen Vertrag mit einer Laufzeit bis zum 30. Juni 2026 unterschrieb.

### Nationalmannschaft
Mateta wurde zwischen dem 30. Mai und 5. Juni 2017 in drei Freundschaftsspielen der französischen U19-Nationalmannschaft eingesetzt und erzielte dabei ein Tor. Von Oktober 2018 bis Juni 2019 spielte er elfmal für die französische U21. Bei der U21-Europameisterschaft 2019 erreichte er mit der Mannschaft das Halbfinale. 2024 gewann er die Silbermedaille beim olympischen Fußballturnier.